# Roccabianca
Roccabianca (Rocabiànca in dialetto parmigiano) è un comune italiano di 2 910 abitanti della provincia di Parma in Emilia-Romagna, nella bassa parmense.
Un tempo chiamata Arzenoldo (o Arsinoldo o Rezinoldo), deve probabilmente il nome attuale al fatto di essere stata nel XV secolo residenza di Bianca Pellegrini, amata da Pier Maria II de' Rossi, che vi fece costruire la rocca a lei dedicata; secondo un'altra interpretazione il nome deriverebbe invece dalla colorazione bianca della rocca, in origine completamente intonacata.

## Storia
I primi documenti che attestano l'esistenza di nuclei abitati all'interno dell'attuale comune di Roccabianca risalgono all'894, quando il re d'Italia Arnolfo di Carinzia decretò l'appartenenza delle terre di Fossa e Stagno al vescovo di Parma Guibodo che nel suo testamento li lasciò ai canonici del Capitolo della Cattedrale di Parma; un diploma dell'imperatore del Sacro Romano Impero Enrico IV di Franconia risalente al 1058 menziona inoltre i borghi di Stagno e Tolarolo, all'epoca appartenenti alla famiglia Borgi o Da Borgo di Cremona.
Il nucleo originario dell'odierna Roccabianca, allora detta Rezinoldo (o Arzenoldo), fu probabilmente nominato per la prima volta in un diploma del 1189 emanato dall'imperatore Federico Barbarossa, che investì del feudo il marchese Oberto Pallavicino.
Verso la fine del XIV secolo i Rossi, signori della vicina San Secondo, indirizzarono le proprie mire sul territorio di Rezinoldo: nel 1375 Rolando Rossi acquistò da Cabrino da Borgo tutte le sue terre. Contemporaneamente i Pallavicino comprarono i possedimenti di Rodoldengo da Borgo. Nel 1375 il Re dei Romani Venceslao di Lussemburgo confermò a Niccolò Pallavicino i diritti su Ragazzola, mentre nel 1416 l'imperatore Sigismondo di Lussemburgo attestò l'appartenenza di Rezinoldo ai fratelli Giacomo e Pier Maria I de' Rossi. Gli scontri tra le due importanti famiglie si inasprirono, sfociando nella conquista da parte dei Pallavicino dei feudi di Zibello, di Ragazzola e di Rezinoldo, che diedero alle fiamme.
Per risolvere la contesa fra i Rossi e i Pallavicino, nel 1449 il duca di Milano Francesco Sforza insignì ufficialmente del feudo i primi; l'anno seguente Pier Maria II de' Rossi diede inizio ai lavori di costruzione della possente rocca, che fu completata nel 1465; il conte donò nel 1467 il castello all'amante Bianca Pellegrini.
Verso il 1480 il clima favorevole a Pier Maria Rossi mutò radicalmente, soprattutto in seguito alla presa del potere nel ducato di Milano da parte di Ludovico il Moro, che si alleò coi Pallavicino e i Sanvitale; in vista degli scontri, gli abitanti di Stagno e Tolarolo abbandonarono e distrussero le proprie abitazioni e trovarono rifugio nella rocca, rinforzata dal conte sansecondino. Ciò tuttavia non fu sufficiente, poiché durante la guerra dei Rossi il castello fu attaccato e dopo venti giorni di assedio cadde nelle mani di Gianfrancesco I Pallavicino, i cui discendenti vi rimasero fino al 1523, nonostante le rivendicazioni da parte di Troilo I de' Rossi.
Nel 1524, in seguito all'accusa d'omicidio che colpì Rolando Pallavicino, Roccabianca fu assegnata a suo genero Ludovico Rangoni di Modena; il possesso del feudo fu al centro di altre contese fra i Rangoni, i Pallavicino e i Rossi, che si conclusero soltanto nel 1630, con la cessione da parte dei Rangoni del marchesato di Zibello ai Pallavicino e il riconoscimento della loro autorità su Roccabianca.
Nel 1762 i conti si estinsero e la Camera ducale di Parma incamerò il feudo che assegnò nel 1786 ai Pallavicino del ramo di Zibello. Alla morte dell'ultimo erede, Alessandro, nel 1831, Roccabianca entrò a tutti gli effetti nel ducato di Parma e Piacenza, di cui seguì le sorti.

### Simboli
Lo stemma e il gonfalone sono stati concessi con decreto del presidente della Repubblica del 2 ottobre 1995.
Stemma
Gonfalone

## Monumenti e luoghi d'interesse

### Rocca dei Rossi

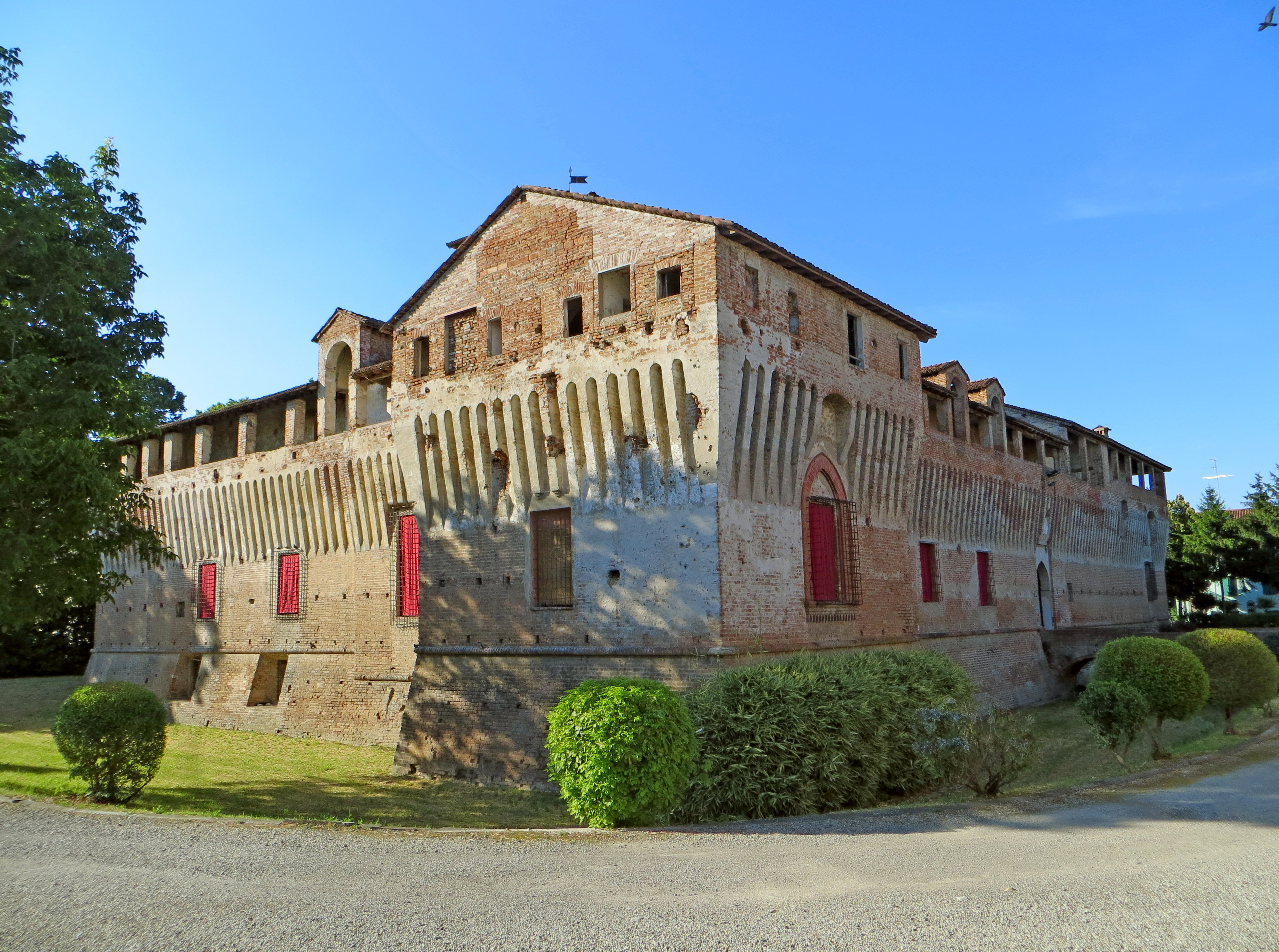
Rocca dei Rossi

Edificata tra il 1450 e il 1465 per volere di Pier Maria II de' Rossi, che ne fece dono alla sua amante Bianca Pellegrini, cadde nelle mani dei Pallavicino in seguito alla guerra dei Rossi del 1483; successivamente appartenne dal 1524 al 1762 ai Rangoni, che fecero decorare con affreschi alcune sale del piano terreno; passata di mano più volte, fu acquistata nel 1968 dalla famiglia Scaltriti, che ne decise l'apertura al pubblico nel 2003.

### Chiesa dei Santi Bartolomeo e Michele

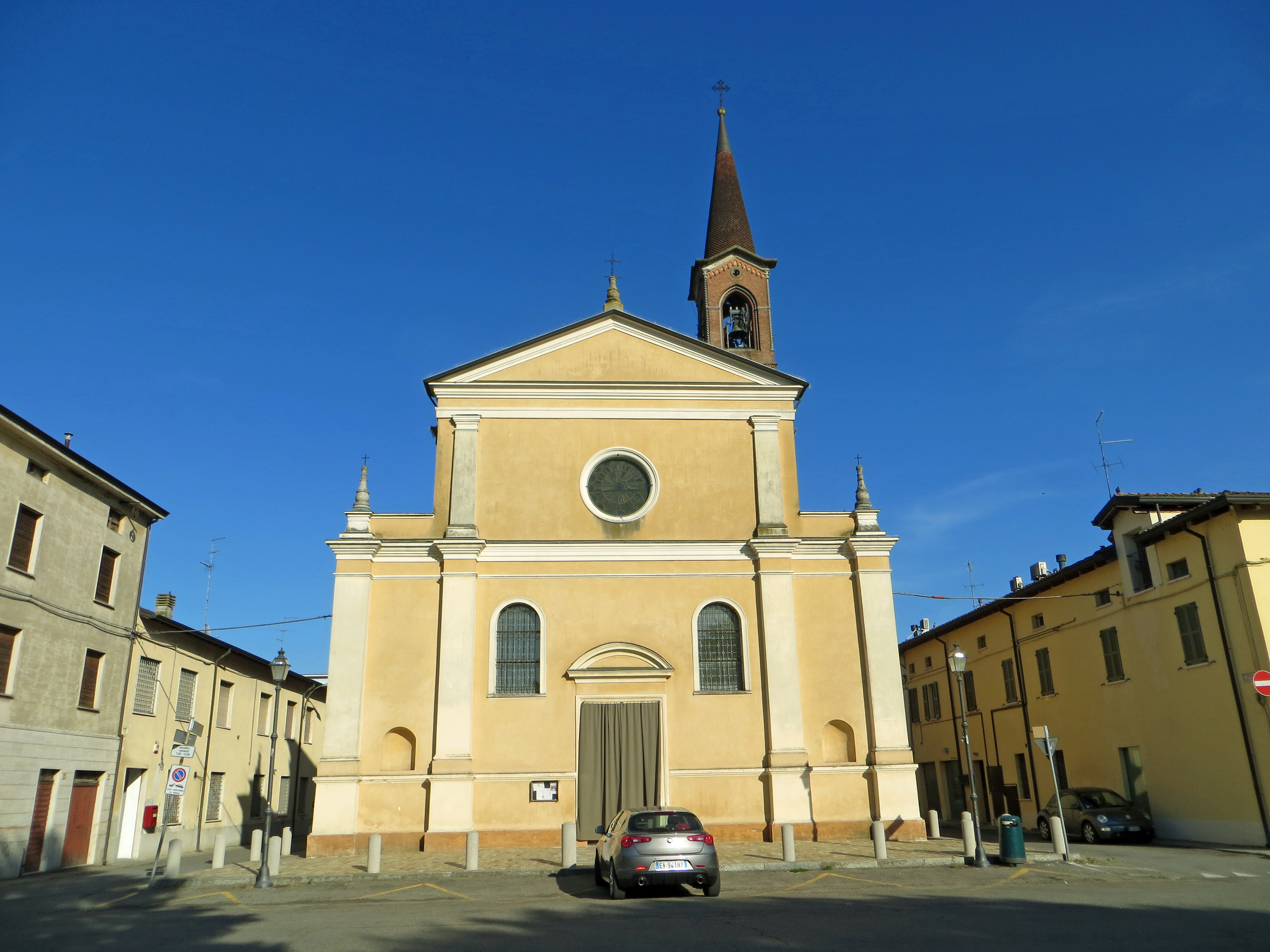
Chiesa dei Santi Bartolomeo e Michele

Innalzata su un impianto tardo-romanico tra il 1576 e il 1577 per volere di Giulio Rangoni, fu ricostruita in stile barocco verso la fine del XVII secolo e decorata internamente con stucchi in stile rococò nel 1723.

### Teatro Arena del Sole
Inaugurato quale arena all'aperto nel 1946, fu successivamente coperto e trasformato in cinema; adibito intorno al 1980 a magazzino di mobili e quindi a palestra, fu chiuso nel 1995; acquistato nel 2006 dal Comune di Roccabianca, fu completamente ristrutturato e riaperto al pubblico; al suo interno sono conservate nove statue di Ettore Ximenes sopravvissute alla distruzione del monumento a Giuseppe Verdi di Parma.

## Società

### Evoluzione demografica
Abitanti censiti

## Cultura

### Cinema
Nel 2021, poi nel 2022 e di nuovo nel 2023, Roccabianca è stata scelta da grandi registi italiani per girarvi scene di importanti film: rispettivamente, Gianni Amelio per Il signore delle formiche, Marco Bellocchio per Rapito e Cristina Comencini per Il treno dei bambini.

## Economia

### Artigianato
Per quanto riguarda l'artigianato, Roccabianca è rinomata soprattutto per i laboratori di intrecciatori di vimini e di giunchi.

## Infrastrutture e trasporti

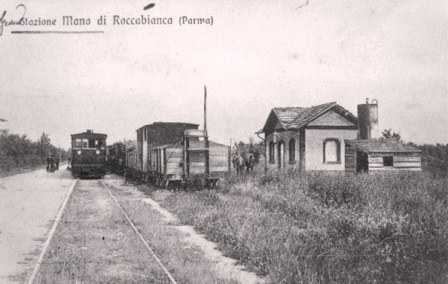
Mano di Roccabianca, stazione tranviaria

Roccabianca è interessata dal percorso della strada provinciale 10.
Dal 1893 la località iniziò ad essere servita dalla tranvia Parma-San Secondo-Busseto dalla quale in località Mano si diramava la linea a trazione ippica per Roccabianca. Entrambe le linee furono soppresse nel 1939.
La mobilità urbana e suburbana è garantita da autocorse in servizio pubblico svolte dalla società TEP.

## Amministrazione
Di seguito è presentata una tabella relativa alle amministrazioni che si sono succedute in questo comune.
| Periodo        | Periodo        | Primo cittadino     | Partito                                                       | Carica  | Note   |
| -------------- | -------------- | ------------------- | ------------------------------------------------------------- | ------- | ------ |
| 5 agosto 1985  | 16 giugno 1990 | Duilio Brambati     | Partito Comunista Italiano                                    | Sindaco | [ 18 ] |
| 20 giugno 1990 | 24 aprile 1995 | Franco Tedeschi     | Democrazia Cristiana                                          | Sindaco | [ 18 ] |
| 24 aprile 1995 | 14 giugno 1999 | Franco Romano       | PDS-Democratici di Sinistra                                   | Sindaco | [ 18 ] |
| 14 giugno 1999 | 14 giugno 2004 | Romeo Allinovi      | lista civica                                                  | Sindaco | [ 18 ] |
| 14 giugno 2004 | 8 giugno 2009  | Giorgio Quarantelli | lista civica                                                  | Sindaco | [ 18 ] |
| 8 giugno 2009  | 26 maggio 2014 | Giorgio Quarantelli | lista civica                                                  | Sindaco | [ 18 ] |
| 26 maggio 2014 | 27 maggio 2019 | Marco Antonioli     | lista civica Uniti per crescere e Partito Socialista Italiano | Sindaco | [ 18 ] |
| 27 maggio 2019 | 10 giugno 2024 | Alessandro Gattara  | lista civica Roccabianca Civica                               | Sindaco | [ 18 ] |
| 10 giugno 2024 | in carica      | Alessandro Gattara  | lista civica Roccabianca Civica 2024                          | Sindaco | [ 18 ] |